# Södermanlands runinskrifter 360
Södermanlands runinskrifter 360 är en vikingatida runsten av gråsten i Bjuddby, Blacksta socken och Flens kommun.
Runstenen är 1,7 meter hög och 1,4 meter bred. Runhöjden är 11–13 cm och runorna är intill 0,5 centimeter djupt inhuggna. Strax nedanför mitten är en spricka genom hela stenen. Inskriften är inskriven i två parallella runslingor med ett kors i mitten. Stenen är flyttad från en plats på andra sidan vägen, omedelbart norr om tomtgränsen. 10 meter västsydväst om runstenen finns en husgrund med spismursrester i nordvästra delen.

## Inskriften
Inskriften med runor:
᛬ ᚦᚢᚱᛋᛏᛁᚾ ᛬ ᚱᛂᛁᛋᛏᛁ ᛬ ᛋᛏᛁᚾ ᛬ ᚦᛁᛋᛁ ᛬ ᛁᚠᚠᛁᚱ ᛬ ᛒᚱᚢᚢᛦ ᛬ ᛋᛁᚾ ᚦᚢᚱᛒᚾ ᛬ ᛋᚢᚾ ᛬ ᚱᚢᚢᛏᛋ ᛬ ᚠᛅᚱᛁᛏ ᛬ ᚢᛅᛋ ᛁ ᛬ ᚠᛅᚱ-ᚾᚴᛁ ᛬
Translitterering av runraden:
: þurstin : reisti : stin : þisi : iffir : bruuʀ : sin þurbn ·: sun : ru-ts : farit : uas i : far-nki :
Normalisering till runsvenska:
Þorstæinn ræisti stæin þannsi æftiʀ broður sinn Þorbiorn, sun ʀuts(?). Farinn vas i far-nki.
Översättning till nusvenska:
Torsten reste denna sten efter sin broder Torbjörn son av Rut(?). Han hade farit...
i : far-nki : kan syfta på att Torbjörn hade farit till  Färöarna, Fårön eller Färingsön. Men med hänsyn till stenens mycket bristfälliga ortografi syftar den på att den döde hade omkommit i färd med Ingvar.
Sö 107:  : ha[n] uaʀ : farin : miþ : ikuari :,   
Sö 108:  : ha[n] uaʀ : farin : miþ : ikuari : (liknande  Sö 105,  Sö 96). 
Ristaren kände till den vanliga minnesinskriften, men sen menade han, att en förkortad antydan blir tillräcklig, farit : uas i : farinki står i stället för farin : uas : i : faru : miþ : inkuari. Inskriftens sista sats innehåller en allitteration.